# Jan Schakowsky
Janice D. Schakowsky, detta Jan (Chicago, 26 maggio 1944), è una politica statunitense, membro della Camera dei Rappresentanti per lo stato dell'Illinois dal 1999.